# Bridger Zadina
Bridger Zadina (* 23. März 1994 in Duluth) ist ein US-amerikanischer Schauspieler.

## Leben
Zadina wuchs in Poplar im Bundesstaat Wisconsin auf und hat einen jüngeren Bruder. Als Kind arbeitete er als Model für die Kaufhauskette Target und ging nach Minneapolis, um bei einer Talentsuche der Agentur ProScout vorzusprechen, als einer von 300 Teilnehmern. Nach den Vorsprechen unterschrieb er bei einem Agenten, zog mit seiner Mutter nach Los Angeles und begann sich für Rollen zu bewerben. Seine erste Rolle hatte er in einer Folge der Fernsehserie October Road.
Nebst diversen weiteren Rollen war er 2011 als 17-jähriger im Film Terri an der Seite von John C. Reilly und Jacob Wysocki zu sehen. Seine Rolle des Außenseiters Chad wurde von Roger Ebert als einer der wichtigen Charaktere des Filmes bezeichnet. Im 2014 produzierten Film Sins of Our Youth spielte Zadina einen von vier Hauptcharakteren, die nach einer Partynacht versehentlich jemanden erschießen.
Im Jahr 2015 spielte er in dem US-amerikanischen Western Kill or Be Killed den gesetzlosen Bauchredner Willie Carson, der sich einer Bande anschließt. Für eine Rolle in Better Things im Jahr 2016 musste Bridger Zadina Klavierunterricht nehmen. In der Fernsehserie Bosch war er 2017 in fünf Folgen als Straßenjunge Sharkey zu sehen, in einem Handlungsstrang, der dem Roman Schwarzes Echo folgte. Ebenfalls im Jahr 2017 wurde der Film Disconnected veröffentlicht, in dem Zadina eine der beiden Hauptrollen übernahm.